# ルリハコベ (曲)
「ルリハコベ」は、スパークリング☆ポイントの10枚目のシングル。2007年5月30日にNORTHERN MUSICから発売された。

## 解説
NORTHERN MUSIC移籍後最初で最後のシングル。TUBEの春畑道哉が作曲を担当したゆったりとした曲になっている。初のDVD付き2枚組。3枚目のアルバム「サンキュー!!」の先行シングル。
「ルリハコベ」とは植物のことで、開花時間は午前7時から午後2時までで、花言葉は「約束」であると述べている。
作詞はスパークリング☆ポイント名義だかメインの作詞は梓である。
ちなみに、作詞やレコーディングでは、試行錯誤を繰り返した事もあった。

## 収録曲
CD
（全作詞:スパークリング☆ポイント）
1. ルリハコベ [4:10]
作曲：春畑道哉、編曲：小林哲
2. スパンコールナイト
作曲・編曲：Bonn
3. ルリハコベ（Instrumental）

DVD
1. ルリハコベ（music clip）

## 収録アルバム
| 曲名               | 収録アルバム     | 発売日       | 備考                  |
| ------------------ | ---------------- | ------------ | --------------------- |
| ルリハコベ         | 『サンキュー!!』 | 2007年7月4日 | 3rdオリジナルアルバム |
| スパンコールナイト | 『サンキュー!!』 | 2007年7月4日 | 3rdオリジナルアルバム |